# Dernier Tango à Zagarol

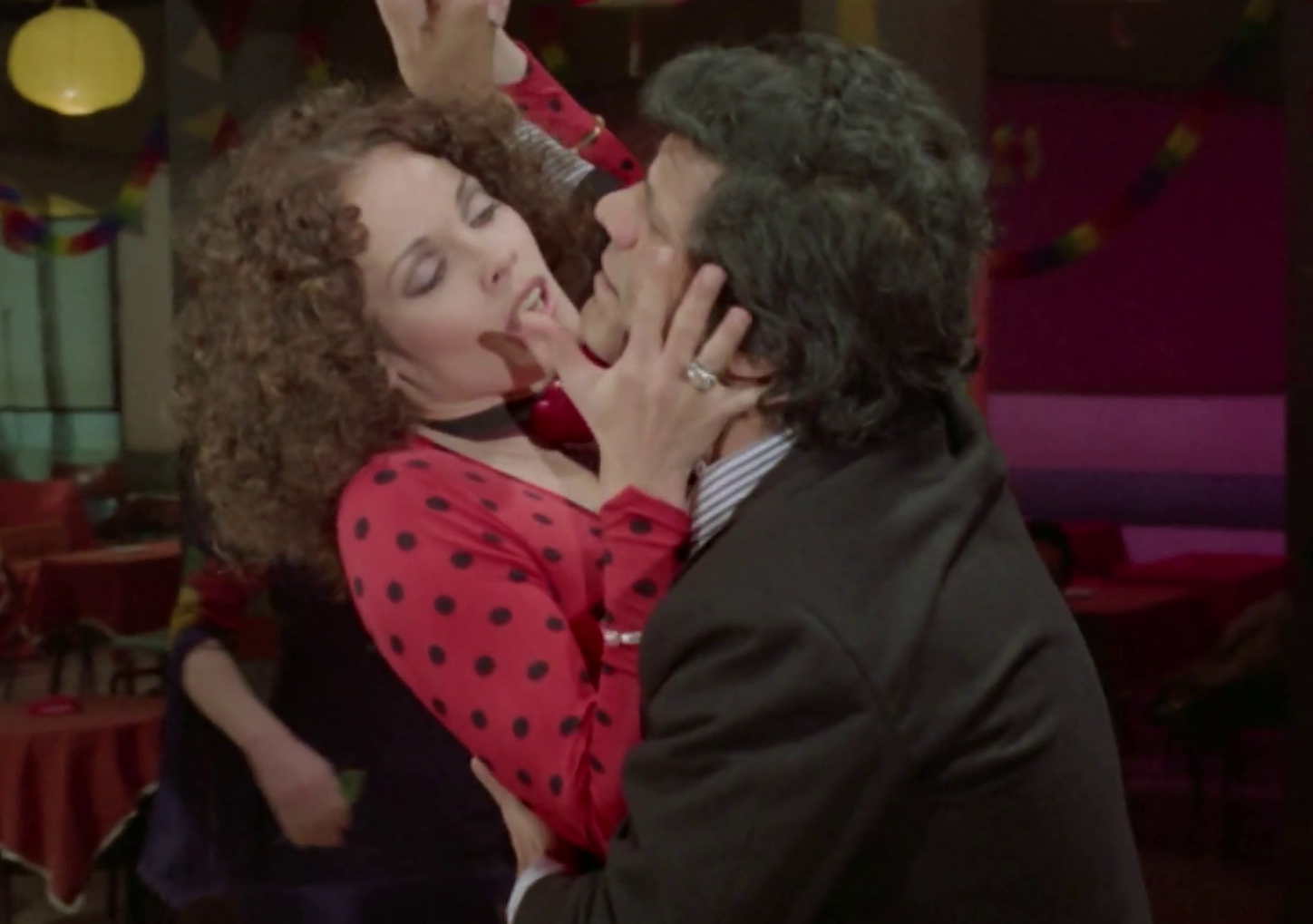
Scène du film Dernier Tango à Zagarol

Dernier Tango à Zagarol (Ultimo tango a Zagarol) est un film italien réalisé par Nando Cicero et sorti en 1974.
C'est une comédie à l'italienne, parodie du Dernier Tango à Paris de Bernardo Bertolucci. Malgré le titre, le film n'a pas été tourné à Zagarolo, mais à Rome.

## Synopsis
Franco, contraint par sa femme à vivre de façon extrêmement chiche, louvoie pour nourrir son amante cachée dans le grenier. Il se lasse et décide d'aller vivre seul. Il rencontre une jeune femme qui l'implique dans des jeux érotiques particuliers. Quand sa femme meurt, Franco s'image avoir fini de galérer, mais il n'en est rien...

## Fiche technique
- Titre français : Dernier Tango à Zagarol[2]
- Titre original : Ultimo tango a Zagarol
- Dates de sortie :
  - Italie : 24 août 1973
  - France : 23 avril 1975

## Distribution
- Jimmy il Fenomeno
- Gina Rovere